# Jeu, set et match (film)
Pour le manga japonais, voir Jeu, set et match !.
Pour plus de détails, voir Fiche technique et Distribution.
Jeu, set et match (Hard, Fast and Beautiful) est un film américain réalisé par Ida Lupino, sorti en 1951.

## Synopsis
La jeune Florence Farley est une star du tennis tiraillée entre ses histoires de cœur et sa mère, celle-ci ayant d'autres ambitions pour elle.

## Fiche technique
- Titre original : Hard, Fast and Beautiful
- Titre français : Jeu, set et match
- Réalisation : Ida Lupino
- Scénario : Martha Wilkerson (en) d'après le livre de John R. Tunis (en)
- Photographie : Archie Stout
- Musique : Roy Webb
- Direction artistique : Jack Okey
- Montage : George C. Shrader et William H. Ziegler
- Pays de production :  États-Unis
- Format : Noir et blanc - 1,37:1 - Mono
- Date de sortie : 1951

## Distribution
- Claire Trevor : Millie Farley
- Sally Forrest : Florence Farley
- Carleton G. Young (en) : Fletcher Locke
- Robert Clarke : Gordon McKay
- Joseph Kearns : J.R. Carpenter